# Grézolles
Grézolles är en kommun i departementet Loire i regionen Auvergne-Rhône-Alpes i centrala Frankrike. Kommunen ligger i kantonen Saint-Germain-Laval som tillhör arrondissementet Roanne. År 2022 hade Grézolles 236 invånare.

## Befolkningsutveckling
Antalet invånare i kommunen Grézolles
| Referens: INSEE |